# Ariete (carro armato)
L'Ariete è il carro armato da combattimento standard delle formazioni corazzate dell'Esercito Italiano, entrato in servizio nel 1995. Lo sviluppo di questo progetto, iniziato negli anni '80, ha visto la collaborazione fra OTO Melara e Fiat-Iveco nell'intento di creare un mezzo con potenza di fuoco, mobilità e moderne tecnologie di protezione al pari della concorrenza. Nel 2025 arriva la versione aggiornata, denominata Ariete C2.

## Informazioni ufficiali
Il MBT Ariete è stato sviluppato dal CIO ( Consorzio Fiat-Iveco-OTO Melara) con sede a Roma. La divisione difesa di Fiat-Iveco ha effettuato lo sviluppo principale del carro e la OTO Melara si è incaricata dello sviluppo dei sistemi d'arma e della torretta. L'Ariete è in servizio nell'Esercito Italiano dove ha sostituito il carro Leopard 1, e il primo carro è stato consegnato nel 1995 mentre l'ultimo dei 200 MBT consegnati, nell'agosto 2002.
Il carro è distribuito ai due reggimenti carri della 132ª Brigata corazzata "Ariete": il 32º Reggimento ed il 132º; dal 2008 il carro è in dotazione anche al 4º Reggimento carri della 8ª Brigata bersaglieri "Garibaldi"; i rimanenti carri sono in carico alle scuole o tenuti in riserva strategica.
Nel 2004 l'MBT Ariete è stato impiegato, per la prima volta, dall'Esercito Italiano in Iraq all'interno della missione "Antica Babilonia".

## Storia del progetto
Il progetto che avrebbe portato alla realizzazione del primo carro armato italiano dal dopoguerra mosse i primi passi negli anni ottanta e nel 1984 l'esercito emanò le specifiche tecniche ufficiali per lo sviluppo del nuovo mezzo.

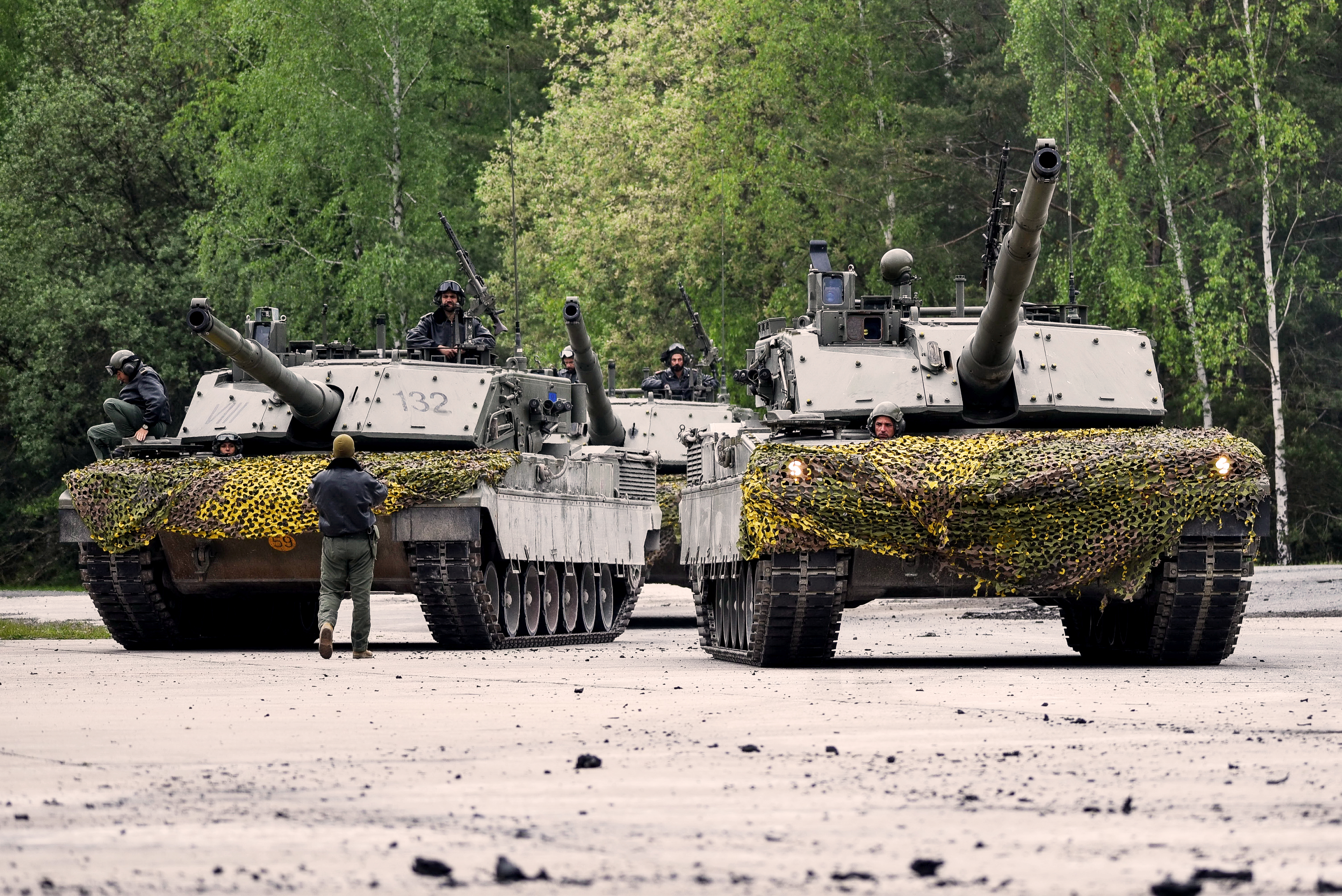
Formazione di carri Ariete

Il primo prototipo, che beneficiava molto dall'esperienza dell'OF-40 (di cui riprendeva le linee generali e la configurazione) venne completato nel 1986, presentato nel 1987 insieme al B1 Centauro, ma il programma fu rallentato dalla mancanza di fondi perciò i tempi di sviluppo e produzione si allungarono.
Quando i primi Ariete prodotti in serie lasciarono le catene d'assemblaggio era ormai il 1995 e le loro caratteristiche tecniche risultavano ormai superate a causa di un power pack inferiore ai concorrenti occidentali. Inoltre il mezzo manca di riservetta corazzata predisposta, al contrario degli altri carri occidentali di pari generazione.
Inizialmente l'esercito italiano aveva deciso l'acquisto di 700 Ariete. Questi 700 veicoli sarebbero dovuti essere prodotti in due lotti, di cui un primo lotto da 400 veicoli e successivamente un secondo da 300 nel quale erano incluse le cosiddette versioni speciali (genio, gettaponte, ecc.). La fine della Guerra Fredda determinò una riduzione del primo lotto a 200 veicoli e provocò prima la riduzione del secondo lotto a 300 mezzi e poi la sua definitiva cancellazione. Gli Ariete del secondo lotto avrebbero dovuto godere di diverse migliorie sia in termini di corazza, che di sensoristica che di impianto motopropulsivo. L'ultimo esemplare fu consegnato nell’agosto del 2002.

## Armamento

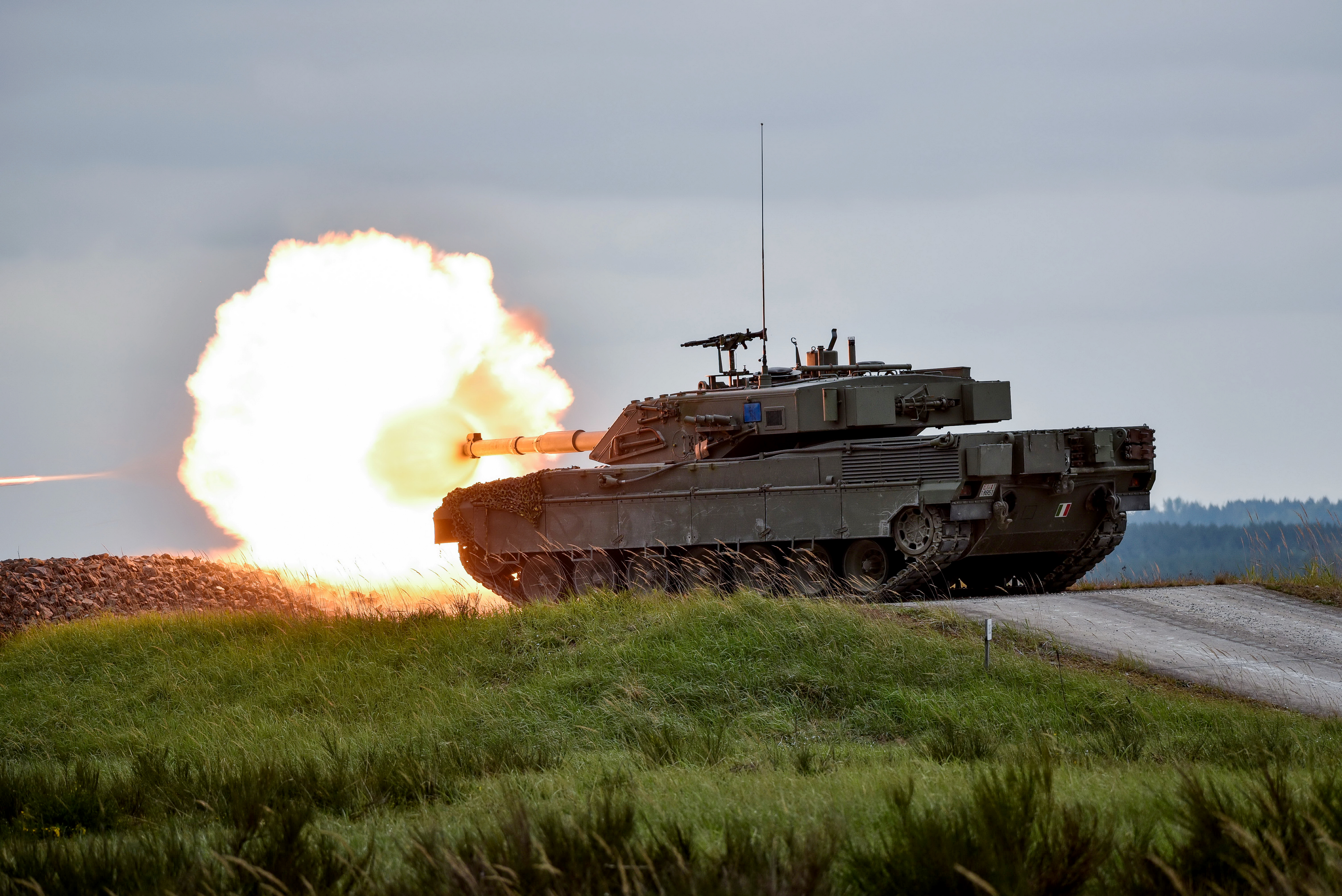
Esercitazione di tiro, Strong Europe Tank Challenge 2016

L'Ariete può ingaggiare obiettivi fissi o in movimento sia di giorno che di notte, che il carro sia fermo o in movimento. L'armamento principale è un cannone calibro 120 mm ad "anima liscia" prodotto dalla OTO Melara. Il cannone è monitorato da sensori termici e dispone di un sistema per il recupero dei gas e di smorzamento di fiamma; è inoltre stabilizzato idraulicamente e può utilizzare quasi tutti i tipi di munizioni disponibili, compresi i proiettili APFSDS (armour-piercing fin-stabilised discarding sabot) e HEATFS (high explosive anti-tank fin-stabilised).
Il carro trasporta 42 proiettili, di cui 15 all'interno della torretta e gli altri nello scafo. L'Ariete inoltre è munito di una mitragliatrice standard NATO da 7.62 mm coassiale al cannone principale e di una mitragliatrice per la difesa antiaerea da 7.62 mm montata sul tetto della torretta e manovrata dal capocarro. La riserva di munizioni per le due armi leggere è di 2.500 cartucce.

## Sistemi di protezione
Su entrambi i lati della torretta in posizione anteriore sono montati dei lanciatori di granate fumogene azionati elettricamente. Il carro è dotato del sistema RALM, prodotto dalla Selex Communications (ex Marconi Italiana S.p.A.), che rileva i raggi laser dei sistemi di puntamento avversari; il sensore RALM è montato nella parte anteriore della torretta e copre un arco di 360 gradi.
L'Ariete, come tutti i carri armati occidentali di ultima generazione, ha una torretta protetta in materiali compositi, con un frontale assai inclinato, ma come nel caso del Leopard 2 i lati sono verticali. Le gonne laterali sono anch'esse in materiali compositi, prodotti dalla Lasar. Il carro ha una protezione maggiorata sull'arco frontale e vi è l'opzione di rinforzare i fianchi mediante corazzature aggiuntive laterali. Tuttavia, i dati certi sulla corazzatura sono coperti da segreto militare.
Il carro è inoltre protetto da minacce nucleari, batteriologiche e chimiche (NBC) da un sistema sviluppato dalla Sekur S.p.A. di Roma.

## Sistemi di tiro e osservazione
Il sistema di controllo del tiro è il TURMS FCS prodotto da Galileo Avionica S.p.A. (ex Officine Galileo ed ora parte di Selex Galileo) di Firenze. Il sistema è lo stesso montato sul B1 Centauro e comprende un visore periscopico stabilizzato diurno/notturno per il comandante, un visore stabilizzato con vista termica e telemetro laser per il cannoniere, oltre ad un computer di controllo del fuoco. Quest'ultimo riceve dati dai sensori meteorologici e dall'anemometro del carro, insieme a dati circa la posizione del carro stesso, le condizioni della canna, il tipo di munizioni ed il bersaglio; grazie al computer balistico e al telemetro laser c'è la possibilità di far fuoco anche quando il mezzo è in movimento con un'altissima precisione: la stabilizzazione dell'armamento e le sospensioni consentono il tiro in movimento. La postazione del comandante, sulla destra della torretta, è equipaggiata con un visore panoramico ed un monitor che mostra l'immagine termica dal punto di vista del cannoniere. Il visore, montato sul tetto della torretta, ha una rotazione di 360 gradi, ed un'elevazione da -10 a +60 gradi. La postazione del pilota, sulla destra nella parte frontale dello scafo, è equipaggiata con tre periscopi, uno dei quali dà la possibilità della visione notturna passiva.

## Propulsione e prestazioni velocistiche
L'Ariete monta un motore turbodiesel Fiat V-12 MTCA (Modulare TurboCompresso Aftercooler) da 12 cilindri, in grado di generare 937 kW (1247 CV). Tale motore è di derivazione ferroviaria. Il sistema di trasmissione automatica, prodotto su licenza della compagnia tedesca ZF, ha quattro marce avanti e due indietro, e incorpora il sistema di sterzata e il ritardatore idraulico. L'apparato propulsivo è stato pesantemente criticato per le scarse performance e per la potenza insufficiente, come provato sul campo durante l’Operazione Antica Babilonia.
Il sistema di trazione è concepito su sette doppie ruote stradali a profili gommati, più quattro rulli di richiamo su ogni lato, con cingoli a doppio perno disegnati dalla tedesca Diehl. Il sistema di sospensioni consiste in una barra di torsione e un ammortizzatore idraulico su ogni braccio.
L'Ariete è in grado di raggiungere una velocità massima di 65 km/h e superare una pendenza massima del 60%. La profondità di guado massima è di 3 metri con la preparazione, e 1,25 metri senza preparazione. L'IVECO avrebbe in sviluppo una variante del motore da 1600 CV per ovviare al sotto potenziamento del carro, la cui installazione sui mezzi non è mai avvenuta.

## Sviluppi successivi
Nuovi pacchetti di corazzature aggiuntive PSO su scafo e torretta sono stati prodotti e consegnati negli anni 2000 all'Esercito (viste su alcuni carri nell'operazione Antica Babilonia, in Iraq), così come è disponibile il propulsore IVECO V12 di 27 litri di cilindrata capace di sviluppare 1200 kW (1600 CV), tuttavia gli ulteriori aggiornamenti al motore sono stati bloccati per volontà politica. L'unico aggiornamento operato sull'Ariete riguarda l'adeguamento dei sistemi di comunicazione nell'ambito della forza NEC con il programma Siccona.
Nel 2021 Leonardo realizza un prototipo di Ariete C1 con torretta Hitfact MkII derivata dal Centauro II dotata di cannone 120/45.

### Ariete C2

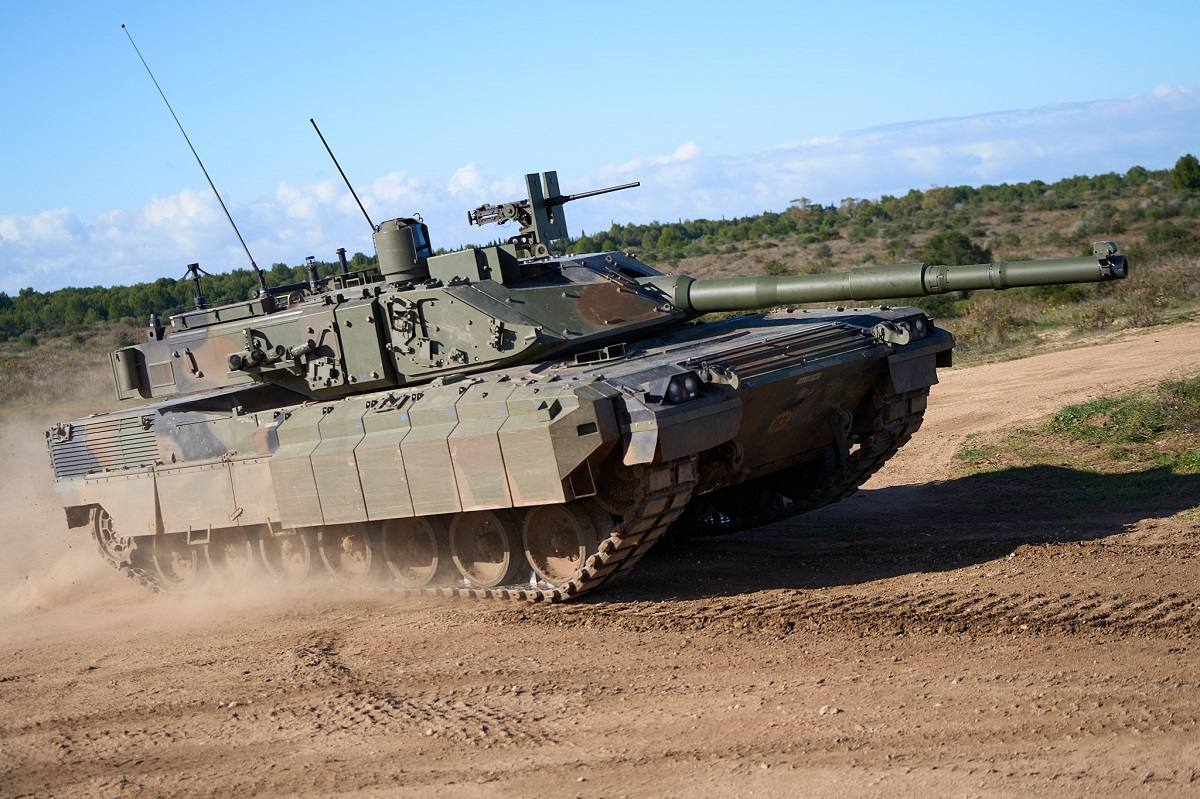
Ariete C2 della Scuola di Cavalleria di Lecce

Nel 2018 è stata inoltre finanziata la prima tranche da 35 milioni di euro in tre anni per lo sviluppo dei primi due mezzi aggiornati prototipali, definiti Ariete C2, per permettere al veicolo di rimanere in servizio oltre il 2030. L'esercito si aspetta di avere gli Ariete C2 entro il 2028, per un costo di circa 5 milioni di euro a unità. Gli ultimi risvolti dicono che la Difesa ha lanciato il programma di aggiornamento per un costo complessivo di 752 milioni di euro e che si concluderà solo nel 2035. Tale aggiornamento coinvolgerà protezione, sensori e propulsione, attualmente in grado di sviluppare poco più di 1.200 CV, fino a 1.500 CV, massimo consentito da cambio e trasmissioni attuali e con relativo incremento della cilindrata a 30 litri. Previste anche nuove ottiche di puntamento, cingoli più larghi di 20 cm e una nuova torretta a controllo remoto con mobilità di 360 gradi.
Ad inizio agosto 2023 è stato siglato dal Ministero della Difesa con il Consorzio Iveco-OTO Melara (CIO) un contratto del valore di 848,8 milioni di euro per la fornitura all’Esercito Italiano di 90 carri C2 Ariete con un’opzione per ulteriori 35 esemplari. Si prevede l'inizio dell’aggiornamento per circa 2/3 dei 200 mezzi (125 Carri Ariete) nel 2023 e i primi esemplari aggiornati consegnati nel 2025. Questa soluzione è stata ideata per mantenere operativi i carri Ariete per i prossimi anni in contemporanea a nuovi carri armati che saranno prodotti da un consorzio italo-tedesco
Il 16 luglio 2025 è stato presentato il nuovo cannone Leonardo 120/L55 e le munizioni VULCANO entrambi installabili sul nuovo mezzo. Il primo ariete C2 è stato consegnato il 18 luglio 2025.

## Utilizzatori
- Italia: 200

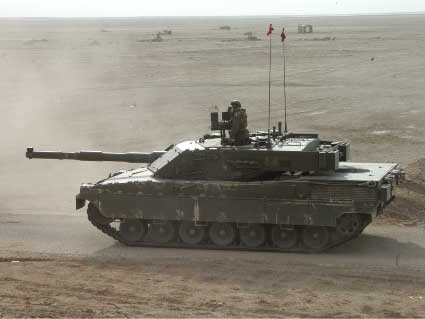
Carro Ariete in addestramento nel poligono di Nassiriya in Iraq

  - 3º Battaglione carri "M.O. Galas", 32º Reggimento carri, 132ª Brigata corazzata "Ariete", di Tauriano
  - 8º Battaglione carri "M.O. Secchiaroli", 132º Reggimento carri, 132ª Brigata corazzata "Ariete", di Cordenons
  - 20º Battaglione carri "M.O. Pentimalli", 4º Reggimento carri, Brigata bersaglieri "Garibaldi", di Persano
  - Scuola trasporti e materiali
  - Scuola di cavalleria di Lecce